# 辣妹 (日本)

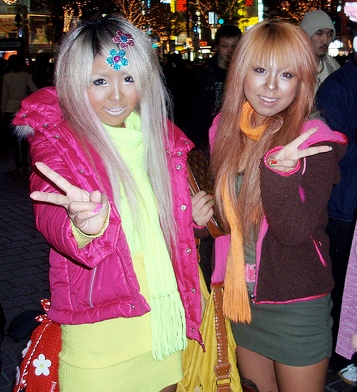
辣妹

辣妹（日语： Gyaru */?），是始於1970年代日本當時身穿新的時尚服裝女性之總稱，是由109百貨的專櫃小姐開始有這種打扮，後來許多人開始模仿，在泡沫經濟時期時成為意指年輕女性的詞語。澀谷與原宿是其主要起源地，但兩地的辣妹風格有所不同。
現在主要是用來稱呼穿戴「辣妹服飾」的10－20多歲的女性。1990年代時曾特別稱這樣的女高中生為小辣妹（コギャル，109辣妹為較普遍的稱呼），而這個世代的女性維持原嗜好成為大人，現在則是不分年代都稱為辣妹。《egg》、《men's egg》及《Cawaii!》等雜誌為辣妹文化帶來了莫大的影響。而日本人知道辣妹的意思以后不觉得辣妹等於gal。

## 時尚型態
109辣妹（コギャル）
从1990年代中期开始出现的流行语。最初见于1993年左右的《Friday》（フライデー）等杂志上，不过大量地经常被使用是从1996年左右开始。头发一般為染成茶色（茶髪）或者浅色系的挑染，身着校服，脚穿泡泡襪和没有鞋带的皮鞋（樂福鞋）。在1990年代末期也出现了虽然已经毕业，但仍穿着制服在路上聚在一起的女生。

### 小惡魔系
2005年創刊的《小惡魔ageha》，引領了新的辣妹時尚。該風格稱為「age孃」（日语：age嬢），又稱呼為「小惡魔系」。

## 關聯條目
- 辣妹語
- 辣妹文字
- 澀谷中心街
- 109百貨
- men's egg（英语：Men's egg）
- 藤田志穗（日语：藤田志穂）
- 森林系女孩
- 視覺系